# Johan Storjohann
Johan Cordt Harmens Storjohann, född 15 augusti 1832 i Bergen, död 23 april 1914 i Oslo, var en norsk präst. Han var far till Marie Michelet.
Storjohanns resa till Skottland 1863 ledde till grundandet av Foreningen til evangeliets forkyndelse for skandinaviske sjømænd i fremmede havne. År 1866 fick denna en avläggare även i Sverige, den så kallade Sjömansmissionen. Han hade även en stor del i grundandet av Finska sjömansmissionskyrkan.
Han är begravd i Vår Frelsers gravlund i Oslo.